# Crotalaria gengmaensis
Crotalaria gengmaensis là một loài thực vật có hoa trong họ Đậu. Loài này được Z.Wei & C.Y.Yang miêu tả khoa học đầu tiên.